# كونراد بيسيندورفر
كونراد بيسيندورفر (بالألمانية: Konrad Pesendorfer)‏ (6 فبراير 1969 - )، اقتصادي نمساوي، رئيس الهيئة العامة للإحصاء في المملكة العربية السعودية، الرئيس السابق للإحصاء في النمسا.

## تعليمه
حصل على الدكتوراه والماجستير في الاقتصاد من جامعة الاقتصاد وإدارة الأعمال في فيينا.

## مناصبه
عمل محاضراً للاقتصاد الدولي في المدرسة العليا للتجارة والأعمال ومعهد الدراسات السياسية في باريس، ولديه خبرات عملية متنوعة حيث عمل مستشارا للمجلس التنفيذي في البنك المركزي الأوروبي في فرانكفورت من 2003 حتى 2005، ثم مستشارا اقتصاديا وماليا، وممثلا رئيسيا للبنك الوطني في باريس، والبعثة الدائمة للنمسا لدى منظمة التعاون الاقتصادي والتنمية في باريس من 2005 حتى 2008. وخلال العامين 2008 و2009 عمل مستشارا للسياسة الاقتصادية لرئيس الوزراء النمساوي، كما شغل منصب مدير عام المكتب الوطني للإحصاء في النمسا منذ العام 2010.
كلف بالعمل رئيسا للهيئة العامة للإحصاء في السعودية بالنيابة من 5 يناير 2020 لمدة ثلاثة أشهر قبل أن يتولى رئاستها وفقا لنظام الهيئة المعدل.